# スペシャル (漫画)
『スペシャル』は、平方イコルスンによる日本の漫画作品。web漫画サイト『トーチweb』（リイド社）にて2014年8月1日から2022年5月6日まで、不定期で連載されていた。キャッチコピーは「文学系スクールライフ・コメディ」。
山間の田舎町を舞台に転校生の葉野と伊賀を中心に高校生たちの日常を描く青春群像劇。作者独特の台詞回しで表現されている。
漫画家の阿部共実は「今もこんな漫画があることに幸福を覚える。」と当作品を評し、単行本3巻の帯コメントを担当している。

## あらすじ
山間部の高校に転校してきた葉野小夜子は転入したクラスで変わった女子生徒の伊賀こもろと出会う。彼女はなぜか常にヘルメットを被り続け、シャープペンシルを素手で粉微塵にするほどの怪力の持ち主だった。
伊賀のことが気になる葉野は彼女と少しずつ親交を深めていく。またほかのクラスメイトとも交流を重ね、徐々に新しい環境に馴染んでいく。

## 登場人物

### 2年A組
葉野が転入したクラスであり、主要な登場人物が在籍するクラス。担任は浦。大石は後にC組へ移籍した。
葉野 小夜子
本作の主人公。初夏にA組に転入してきた。基本的には周囲の風変わりな人物たちに対するツッコミ役。初期は髪を伸ばしていたが、12話以降はショートヘアとなる。猫と犬のアレルギーを持つ。方言に慣れておらず、クラス内では唯一標準語を話す。隣の席の伊賀にシャーペンを貸したことがきっかけで仲良くなり、伊賀の趣味につき合うなど親交を深めていく。読書が趣味で日常会話でも語彙が豊富。本が読めない伊賀のために自分の本を読ませたりもしていた。伊賀がヘルメット被っている理由について気になっているが、デリケートな話題かもしれないと思い質問することをためらっていた。しかし、32話でついに伊賀本人に尋ねた。
以前の学校では付き合っていた彼氏がいたが、相性が合わず半年で別れてしまった。大石に対しては苦手意識を持っていたが、大石の谷への恋心に気づいて以降は強気な態度に出ることもある。伊賀の役に立てることに喜びを感じており、伊賀の望みを叶えたい一心から放場（はなちば）の一件に協力し、放場へ続く扉の暗証番号を盗み見る役を任される。その後、放場で倒れた伊賀の頭を目撃する。騒動後は後ろめたさから入院した伊賀の見舞いに行けていなかったが二葉の助言を受けて見舞いに行った。
なんらかの因縁がある美倉のことは嫌ってはないが憎んでいた。「強行」の日、二葉に誘われて訪れたカフェにて、大石からの電話で伊賀の身に異変が起きていることを知らされる。そして二葉から美倉の件を聞かされ怒りと動揺のまま帰宅したが、そこで待ち構えていた美倉の仲間に拘束され足を撃ち抜かれるなどの拷問を受ける。しかし伊賀が目覚めたことで状況が一変し、伊賀と共にその場を脱出する。
伊賀 こもろ
A組の女子生徒。三上から「見た目は百点」と評されるなど、周囲からは整った顔立ちだと認識されている模様。なぜか常につば付きヘルメットを装着しており室内でも脱がない。洗濯機を片腕で担ぐ、自動車を片手で押して動かす、など超人的と言える怪力の持ち主で、自分でも力を上手く制御できておらず、少しでも力むと触れたものを破損・破壊してしまう。そのためドアを開ける時など日常生活の至る所で周囲の人間の介助が必要となる。耐久性の高い特注の道具を使っているが、スマホは持っていない。煙突など地面から直立している棒状のものが好きで、棒状のものが重なって並んでいる光景が特に好き。他には海が好きだが、（生態系が乱れるため）泳げない。シャーペンを貸してもらったことがきっかけで葉野と仲良くなり、煙突の写真撮影など休日に会って遊ぶようになる。
記憶力に優れており、テストの成績は優秀。しかし現国だけは苦手で、語彙が乏しく会話中に知らない単語が出てくると無視する。本を破壊してしまうため読書の経験がなかったが、葉野に本を読ませてもらうようになってからは読書の面白さを知り、そのお礼として葉野に山の中の「槍」の存在を教えた。この「槍」は伊賀が強く握っても壊れず、たまに握って発散している。夏休みには検査のために毎年2週間ほど入院する。そのため夏休みの宿題を免除されている。
ヘルメットを被っている理由は幼少期にある事故で頭に大怪我を負い、今でも頭部を露出していることにトラウマがあるため。力が強い理由は不明ではあるがその事故が関係している可能性がある。葉野には感謝しており、自分の好きなものも好きになってほしいと思っている。
放場で好きな「槍」を握ってもいいことを条件に谷を救出したい大石に協力する。その後、放場で念願の「槍」を握っている最中、突如鼻血を流し倒れてしまう。その際ヘルメットが外れ、頭頂部から「槍」に似た形状の突起が生えていることが判明した。その後入院し、冬になっても休学していた。葉野に対して負い目を感じており、見舞いの時に「与えてもらうだけなのはやめたい」と心情を吐露した。退院後は復学しかつらを着用している。
「強行」の日、相沢との下校中美倉と遭遇する。しかし相沢が車に轢かれ、混乱の中美倉によって葉野家に連れていかれる。葉野の家にいた津軽に触れられ気絶してしまうが、目覚めた後美倉及びその仲間を制圧し、葉野を連れてその場から脱出した。
大石 龍代
A組の女子生徒。2話から登場。実家は地元の有力者で裕福。教室に扇風機や炊飯器など様々な家電（私物）を持ち込んでいる。クラス内での発言力が強く、伊賀も「大石には盾つかない方がいい」と言う。そのためか伊賀や谷以外のクラスメイトからはやや畏怖されている。伊賀とは付き合いが長く、何かと便宜を図る。また伊賀の秘密について何か知っているらしく、伊賀について知りたい葉野を牽制する。ヘビやトカゲなどの鱗を持つ生き物が大の苦手で目の前に現れると泣きじゃくるほどに恐慌する。
谷に対して当たりが強いが、本心では谷に対して好意を抱いている節がある。が、同時に自分は谷と一緒にはなれないとも思っている。夏休みは宿題が終わるまで幽閉されるなど、窮屈な実家にうんざりしており度々逃亡しては従者に追われている。大石家の従者たちからは「おたつさん」と呼ばれている。葉野の身辺を密かに調査し彼氏がいたことを突き止めるなど、強引な言動が目立つが他人を気遣う良識も見せる。
自分が原因で谷が実家に拉致された際、救出のために伊賀に協力を要請した。その後、伊賀への交換条件だった放場の利用が難しくなったが、約束を果たすために葉野や二葉、また事情をよく知らない谷の力を借りて従者たちを出し抜き伊賀を放場に入れることに成功する。放場の一件以降はC組に移籍し、谷を避けるようになる。
「強行」の日、友人との下校中谷が迎えに来るが、その際の言動で伊賀の身に異変が起きていることを察知する。自分で伊賀を探そうとするが、谷に自身の目的を告げられ、説得されたことで一旦家に戻ることを了承する。その際谷にクビを言い渡し、別のやり方で谷の目的を達成してほしいと告げる。
谷
A組の男子生徒。6話から登場。坊主頭に眼鏡が特徴。大石とは気軽に接し、何かと世話を焼く。周りの生徒からも大石の窓口のように扱われることもある。男子では城下・三上・津軽らと仲が良い。
大石と多く接触していたことが祟って大石家に拉致される。その際ラスボスから「大石の伴侶になる覚悟はあるのか」と詰問され、気圧されて「ない」と答えてしまう。この一件以来大石からは距離を置かれるようになるが、大石に頼まれ放場の一件に意図せず協力する。またこの騒動で自身の大石に対する好意を自覚したが、その後大石からは完全に避けられるようになってしまう。
57話以降は眼鏡を外し、髪も少し伸ばしている。大石家で従者として働き始めたが、出世するつもりはなくただ純粋に大石を守りたいと考えており、退学することも視野に入れていた。従者として働いていることは大石には内緒だったが一目でバレてしまう。
「強行」の日、先輩と共に大石を迎えに行く。自分で伊賀を探そうとする大石に対し、上記の心情を告げ、家に戻るよう説得する。結果説得は聞き入れられたが、大石からその場でクビを言い渡される。
藤村
A組の女子生徒。眼鏡にポニーテールが特徴。饒舌で社交的な性格で、転校生の葉野や伊賀、大石とも気さくに接する。クラスメイトからは「ふじさん」と呼ばれる。死後は自分の骨をガソリンスタンドに撒いてほしいと言うほどガソリンを偏愛しており、機会があればすかさずガソリンの匂いを嗅ごうとする。しかし、ハイオクの匂いは嫌い。勉強が苦手であり、夏休みの宿題には一切手をつけない。体質上の問題で洋楽を聴くと体調を崩す。年相応に恋愛に興味があるが、相手はいない。
ガソリンに対して異様な嗅覚を発揮し、ガソリンタンクからこぼれた水滴の匂いを嗅ぐだけでその乗り物がどの方角に向かったかまで分かる。この能力を買われ、大石家からバイクを盗んだ犯人を追跡するための協力を要請される。その後、大石家の従者の一人である芦原と付き合い始めた。
津軽
A組の男子生徒。左頬の傷跡が特徴。潔癖症らしく、トイレのドアを開ける時などは手袋を着用する。聞くと顔を真っ赤にするほど下ネタが苦手。大石曰く「伊賀は津軽のことが好き」で、津軽が近づくと伊賀はヘルメットが浮き、気を失ってしまう。そのため大石らが伊賀から遠ざけようとするせいで、女子たちから嫌われていると思っている。浦を「大切な人」と形容するほど慕っており、会うたびに「人間にがっかりしたエピソード」を求める。
57話以降、どのように知り合ったかは定かではないが美倉と密かに会っており、美倉から協力を求められる。手に何らかの秘密があるようで素手で触れた美倉曰く「ぴりぴりする」らしい。この手の力は伊賀と関わりがあり、直接触れると伊賀は激しく苦しみ気絶してしまう。
「強行」の日に美倉の仲間たちと共に葉野の家で伊賀を待ち構え、美倉に命じられて伊賀に触れるが苦しむ伊賀を見て怖気付く。その後帰宅した葉野が拘束されている光景を見て意を決し、坊主頭の男を強襲して無力化するが、眼鏡の男に射殺されてしまう。
二葉
A組の女子生徒。つり目が特徴。名前が出たのは48話から。葉野のことを「ハノサヨ」と呼び、葉野と伊賀に取り入ろうとするが、実は裏で美倉に金で雇われており、美倉の依頼で二人に接触しようとしていた。海外のバンドのファンで来日公演を観に行くために金が必要であり、そうした動機から美倉に協力していた。
葉野たちと親密になるために放場の一件に協力。放場の鍵を盗む役を任せられる。騒動以降、葉野と仲良くなることに成功し、伊賀の見舞いに行けずにいた葉野に見舞いに行くことを勧め、実際に葉野と共に伊賀が入院する病院を訪れた。その経緯を美倉に報告し、手切れ金として多額の報酬を受け取る。不自然な額にきな臭さを感じて葉野に警告しようとするも美倉とその仲間に脅され結局言えずじまいとなった。
その後はバイトを始めたと偽って葉野と距離を置いていたが、「強行」の日に再び美倉に脅され葉野をカフェに誘う。そこで伊賀に異変が起きていることを知り、罪悪感から美倉の件を葉野に暴露した。美倉が危険なことをしようとしていると察しており、帰ろうとする葉野を引き留めるが信用を失い、せめてもの護身用として折りたたみナイフを渡した。
築前
A組の女子生徒。女子の中では最も長身。他人の皮膚を強くつねる癖があり、クラスメイトはほぼ全員彼女につねられている。特に会藤をよくつねる。無口で作中で発言する描写は一度もなく、基本的に表情も乏しいが、会藤が絡むと感情表現が豊かになる。
その後会藤とは付き合い始め、会藤の家族と将来結婚する約束まで取り付けた。
会藤
A組の男子生徒。小柄で眼鏡をかけている。大量の豆を袋に入れて携帯している。豆に対する執着は強く、暇さえあれば豆を貪っている。築前からつねられる頻度が他と比べて多く、のちにつねられている間仮死状態になることで凌ぐ術を身につける。が、攻略される。
築前から好かれていることは自覚しており、何度もつねるのは「構ってほしいから」だと思っている。その後築前と付き合い始めるが家族を懐柔されて結婚の約束まで取り付けられ、彼女からいつでも自由につねられることになってしまい恐々としている。だが、なんだかんだで築前と付き合うことでいい思いはしている様子。
城下
A組の男子生徒。福耳が特徴。谷の友人。胃腸が弱く、緊張したり感情が昂るとすぐに嘔吐してしまう。谷曰く「泣いてる人を見るたびに好きになる」らしく、泣いている姿を見て以来葉野が気になっている。しかし自分から距離を詰めることはできず、なんの進展もない。57話以降はなぜか太っている。
三上
A組の男子生徒。36話から登場。明るめの髪が特徴。城下や谷と仲が良い。観察眼が鋭く、男性相手ならば誰に好意を抱いているか見抜くことができる。葉野が気になる城下のために根回し役を買って出るが、実際に女子と話すと挙動不審になってしまい、結果伊賀からは怖がられ、葉野からは不興を買い、以後避けられるようになる。
女子を「抱ける」、「抱けない」で分類する、見た目に点数をつけるなど下世話な癖があり、教室内で堂々と城下に葉野の話を振るなど空気の読めない一面がある。城下や谷とは共にゲームをする仲。ゲームの指示が異様に上手く、本人曰く「頭で考えている上では達人だが、操作が追いつかない」とのこと。
浦
2年A組の担任の女性教師。2話から登場。自分のいない場所で自分の威厳が発揮されることが好きで、大石が教室に私物を持ち込んでいることに気づいているが黙認している。人間以外の動物全般が好きで、牛を飼いたいと考えている。車で通勤しているが、馬で通勤したいと考えていた時期もあった。
婚約までした彼氏がいたものの、理由は不明だが別れてしまった。津軽から慕われていることは自覚していたが、突然無視されるようになり少なからずショックを受ける。その後美倉と共に歩いている津軽を見かけた際は、心の中で警告しつつエールを送った。

### その他の人物
伊賀の父
伊賀こもろの父親。眼鏡をかけた白髪混じりの男性。伊賀曰く「槍に関係する仕事」をしている。ラスボスとは長い付き合いがあるらしい。理由は不明だが伊賀の退院後は痩せている。
相沢
伊賀の父の同僚の女性。ポニーテールが特徴。伊賀の病室の前で見張りをしていた。態度は厳しめだが意外に柔軟で、15分間だけではあるが葉野の面会を許可した。伊賀の退院後は髪を切り、警護兼見張りとして伊賀に帯同するようになる。伊賀のことは「こもちゃん」と呼ぶ。
「強行」の日、下校する伊賀に付き添っていたところ美倉らと遭遇するが、直後に車に轢かれてしまう。その後美倉の仲間にハンマーで撲殺される。大石家とも繋がっており、彼女と連絡が取れなくなったことで大石家が動き始めた。
葉野の父
葉野小夜子の父親。どのような職業なのかは不明だが、仕事で伊賀の父と接触する。伊賀のことはレポートで把握しており、会いたがっている。妻とは数年前に離婚している。家にはあまり帰っていない模様。
葉野の母
葉野小夜子の母親。数年前に夫とは別れたようで、娘の葉野とは長い間会っていない。葉野の元を去る際に「自分がどれだけ相手のことを考えてても、相手が自分のことを考えてくれるとは（限らない）」という言葉を残した。
百瀬
浦の同僚の男性教師。
警官
8話で登場した、葉野たちが暮らす町に勤務する警官。数ヶ月前に離婚しており、そのことをイジられると泣く。が、その後再婚した模様。
二葉の姉
伊賀の見舞いに行く葉野と二葉を家に泊めた。
大石の友人の女子
「強行」の日に大石と下校中、大石を迎えにきた谷と遭遇する。

### 大石家
大石の実家。詳しい家業は不明だが、ラスボスを長として多数の従者を擁する。放場を管理している。従者たちは基本的にフルフェイスヘルメットで顔を隠している。
ラスボス
大石の祖母であり、大石家の長。スキンヘッドの眼光鋭い老女で、百人以上の従者をまとめ上げる。地域の有力者であり、警察にも手を貸すほどの影響力を持つ。本名は不明で、従者たちからは「ラスボス」と呼ばれており、谷曰く町ではそれで通じるとのこと。
態度は厳格で威圧的だが、一家の長として大石家で働いているものとその家族を全員養っていくという器の大きさを見せる。夏休みの宿題を終わらせるまで幽閉するなど孫の大石にも厳しく接するが、それは大石に対して将来性を感じているからであり、曰く大石の親は「あかんかった」とのことだが大石自身は「ものになる」と期待している。よって大石には大石家を背負えるほどのふさわしい伴侶をあてがう必要があると考えており、大石と多く接触している谷を拉致して「伴侶になる覚悟はあるのか」と問い詰める。
なんだかんだで大石のことは気にかけており、放場の一件では自分を出し抜こうとしたことを嬉しく思っている。しかし、責任は取らせねばならないため多数の従者を解雇した。大石と同じく葉野の情報を持っており、葉野の父とも仕事で何度か会っている。葉野と実際に話した時には「（大石と）仲良くしてやってくれ」と頼んでいる。
伊賀の父とは長い付き合いらしく、理由は不明だが伊賀の居場所もGPSで把握している。相沢とも繋がっており、GPSが途絶え相沢と連絡がつかなくなったことで何らかの異常が発生したとみて動き始める。
永井
大石家の従者の一人。縞模様のシャツを着ている。夏休みに逃亡した大石を城山と共に追いかけた。また、谷を大石家に拉致した。他の従者たちのリーダー的な立ち位置で、放場の一件では迅速な指示を出したが、結果的に大石たちに出し抜かれたため責任をとって解雇されたと思われる。
城山
大石家の従者の一人。永井の後輩。夏休みに逃亡した大石を永井と共に追いかけた。放場の一件では大石を連れて逃げた（狂言だったが）谷を追いかけた。その際、谷に「あほでも大概生きていける」と励ますが、結果的に大石に出し抜かれたため永井らと同じく解雇されたと思われる。
あきやん
大石家の従者。「強行」の日に同僚から大石を迎えに行くことを誘われるが、帰りは歩きであることを嫌がって断った。
芦原
大石家の従者の一人。藤村と交際している。藤村たちより一歳年上。

### 美倉とその仲間
美倉
葉野の家で家事を行う女性。背が高く、センター分けの髪型が特徴。葉野と同じく標準語で喋る。葉野との血縁はなく、葉野の父と何らかの関係があったことが示唆されているが詳しくは不明。初対面の人にも気軽に接するフレンドリーな性格だが、葉野からは煙たがられている。
偶然出会った伊賀に興味を持ち、二葉を雇って葉野と伊賀を調査する。また、津軽に「メリィ」と名乗って接触し、協力を仰ぐなど秘密裏に行動する。なんらかの明確な目的があるようだがどのような目的なのかは不明。複数の仲間もおり、必要ならば暴力行為をちらつかせたり実際に暴力を行使することもある。目的達成の過程で人が死ぬことを理解していながら遂行するなど本性は非情。相手に合わせて態度を変化させ、相手が少しでも反抗的な態度に出ると途端に脅迫的になる。
二葉の調査が終了した後、葉野の前から姿を消す。「強行」の日に偶然を装って下校中の伊賀と相沢に接触し、相沢を排除してそのまま伊賀を葉野の自宅に拉致する。家に呼んでいた津軽に、伊賀に触れるように命じるが津軽は怖気付いてしまう。津軽を励ましている最中に葉野が帰宅してしまい、葉野を尋問していたところ津軽の強襲により仲間の一人が殺され、津軽はもう一人の仲間に殺害される。直後に覚醒した伊賀によってもう一人の仲間も殺され、窮地に陥る。隙をついて銃を拾い葉野を人質にしようとするも、伊賀の腕の一振りで右手首と左手の指の大半を破砕され、行動不能になる。
本人曰く「極力傷つく人が少なく済むように段取りした」らしく、葉野も殺害されないように仲間を説得していたが、どこまで本意かは不明。
坊主頭の男
美倉の仲間の一人。そばかすがある。ナイフで武装している。美倉やその他の仲間とは日本語ではない不明な言語で会話する。「強行」の日、眼鏡の男と共に葉野の家に侵入し、帰宅した葉野を取り押さえた。しかし葉野を拘束している最中に津軽の強襲を受け致命傷を負わされる。その後眼鏡の男に薬を打たれ絶命した。
眼鏡の男
美倉の仲間の一人。坊主頭の男と共に二葉の前に現れ警告した。銃で武装している。坊主頭の男と同じく美倉やその他の仲間とは日本語ではない不明な言語で会話する。「強行」の日、坊主頭の男を襲った津軽を射殺する。葉野も始末しようとしたが、美倉の説得により一旦見逃す。しかし葉野がナイフを持っていたため、葉野の足を撃ち抜き尋問する。が、その最中伊賀が目覚め、攻撃を受ける。彼女を撃とうとするも葉野の妨害により体勢を崩し、その隙に伊賀に頭部を切断され死亡。
片言の女
美倉の仲間の一人。そばかすがあり、片言の日本語を話す。「強行」の日、美倉と共に伊賀と相沢に接触する。相沢が轢かれた後、介抱するふりをしてハンマーで顔面を複数回殴打し殺害した。
車を運転していた男女
美倉の仲間。美倉が伊賀と接触した際、相沢を轢き飛ばし行動不能にした。その後、片言の女と共に相沢の死体と犯行現場を隠蔽した。

## 書誌情報
- 平方イコルスン『スペシャル』リイド社〈torch comics〉、全4巻
  1. 2016年4月11日発売[1][4]、ISBN 978-4-8458-4423-4
  2. 2017年7月14日発売[3][5]、ISBN 978-4-8458-5129-4
  3. 2019年12月11日発売[6]、ISBN 978-4-8458-6035-7
  4. 2022年6月30日発売[7]、ISBN 978-4-8458-6127-9